# 等时性
等时性，别称节奏，指一种语言中对时间的节奏性等分。等时性是韵律的一个范畴，韵律的范畴除等时性外还有语调、重音和语速。
关于语言的时间等分，可以提出三种形式：
1. 每个音节的时长相等（音节等时）；
2. 每个音拍的时长相等（音拍等时）；
3. 每两个重读音节之间的时长相等（重音等时）。

Kenneth L. Pike在1945年首次提出了这个概念，但其实早在1775年就有了语言中自然发生的时间和节奏单位的概念（见Prosodia Rationalis）；这为语言类型学的产生提供了基础：D. Abercrombie称：“目前已知的所有语言都存在某种节奏⋯⋯法语、泰卢固语和约鲁巴语⋯⋯是音节等时语言；⋯⋯英语、俄语和阿拉伯语⋯⋯是重音等时语言。”很多语言学家对不同的节奏类型感兴趣，但是实证研究未能发现这些类型假说的声学联系，质疑了这些类型的真实存在性。然而，以定量研究的视角，不同语言之间音节长度的相对差别仍然存在。

## 音节等时
音节等时语言中，认为每个音节大致占有相等的时长，但绝对的时长则取决于韵律。音节等时语言一般赋予每个音节大致同等的强调，較無元音弱化。
法语、意大利语、西班牙语、冰岛语、粤语、汉语官话、格鲁吉亚语、罗马尼亚语、亚美尼亚语、威尔士语、韩语和土耳其语被公认为音节等时语言的例子。这种类型的节奏最早被比喻为机关枪节奏，因为底层的每个节奏单位都有相等的时长，类似于机关枪每颗子弹发出的噪音。某些音節等時語言，則保留了在非重讀音節弱化但維持等時性的元音。
1950年代以后，语音学家尝试证明音节等时长在言语声学信号中的存在，但无一成功。更近的研究主张，音节等时的感知是由辅-元区间长度决定的。

## 音拍等时
诸如日语、基里巴斯语、斯洛伐克语或卢甘达语这样的语言也有规则的节奏，但不是音节等时，而是音拍等时的。日语中，一个V或CV结构的音节占据一个时间单位。日语中没有长元音或双元音，但是有“长音”，故一个CVV的音节占两个CV音节的时长。末尾的/N/也占用一个CV音节的时长，长辅音也是（至少在诗歌中）。但口语的规律性没有诗歌那么强，节奏可能随地域或随时间而变化。
古希腊语和吠陀梵語也是严格音拍等时的。原始印欧语可能也是。

## 重音等时
重音等时的语言中，一个音节的长度不定，但连续两个重读音节之间的（平均）时长似乎是恒定的。于是，重读音节之间的所有非重读音节都被一并压缩，以填入这些相等的时间段：当一个非重读音节隔开了两个重读音节（例如“COME for TEA”），则中间的非重读音节可能较长；而当插入了多个非重读音节时（例如“COME and have some TEA”），非重读音节就会更短。
重音等时有时被叫做“摩斯密码”节奏，但其实二者之间的相似性只是表面的。重音等时与元音弱化过程关系密切。
英语、泰语、德语、俄语、丹麦语、瑞典语、挪威语、法罗语、荷兰语、欧洲葡萄牙语和波斯语都是典型的重音等时语言。某些重音等时语言，如阿拉伯语，则保留了不弱化的元音。

## 时长的可变度
以上的分类相对简单，真实的语言不一定恰好能够属于某一类。一种语言可能会在与其他语言的对比之下、或在其标准变体和方言变体之间存在不同程度的可变性。音拍等時和重音等時特性，在詞句過長且語流變速下容易遭到破壞，音節等時語言則可能發生音節省併現象。
一种语言的不同标准形式之间会有不同程度的重音等时性。作为音节等时语言的意大利语，其某些南部方言事实上是重音等时的。英语虽作为重音等时语言，但使用范围太过广泛，以致于某些地区受当地本土语言影响，其标准英语已经比英国英语和北美英语更倾向于音节等时；例如，印度英语就接近于音节等时。这当然不是说该语言由此归为音节等时语言，而是说发音上呈现这种特征更多一些。举一个更细微的例子：英语为母语的人会认为威尔士的某些方言更像是音节等时的。
对于重音等时程度研究文献更多的案例是葡萄牙语。欧洲葡萄牙语比起巴西葡萄牙语更具重音等时性。巴西葡萄牙语特征复杂，并依语速、性别和方言不同而不同。在快语速下，巴西葡萄牙语倾向于重音等时，而慢语速时就更倾向于音节等时。南里奥格兰德州南部的乡村地区和东北（特别是巴伊亚州）等的音节等时性被认为更加突出；而如米纳斯吉拉斯州中部的mineiro方言这样的东南方言，北海岸以及圣保罗东区的paulistano方言，和从里约热内卢、圣埃斯皮里图州、东米纳斯吉拉斯州到联邦区的fluminense方言，大部分时间本质上是重音等时的。另外，讲巴西葡萄牙语的男性比女性说话更快，更重音等时。
Ladefoged提议（引述Grabe和Low的研究），既然语言是通过相邻音节元音时长的差异量区分的，那么可以计算出元音时长的两两变异度指数（pairwise variability index, PVI）来将这个差异量化。例如，数据显示，荷兰语（传统上被归为重音等时语言）就比西班牙语（传统上是音节等时语言）的PVI高。

## 重音等时-音节等时连续体
既然重音等时和音节等时之间缺乏清晰区分的确凿证据，那么有理由认为，所有语言及其口音在两种节奏特征中都有或多或少的体现。T. F. Mitchell称，没有完全音节等时或完全重音等时的语言，所有语言都处在二者当中。不过，各种语言的等时性偏向不同。Dauer进一步阐述了这个观点，给出了一个衡量尺度，令研究者将任何语言放置在极端重音等时和极端音节等时的两极之间。这一研究方法的实例有Dimitrova对保加利亚语的研究和Olivo对Ashanti Twi语节奏的研究。

根据Dafydd Gibbon和Briony Williams的研究，威尔士语既不是音节等时也不是重音等时的，因为音节长度的伸缩性比重音等时语言要小。